# فناوری پیشرفته

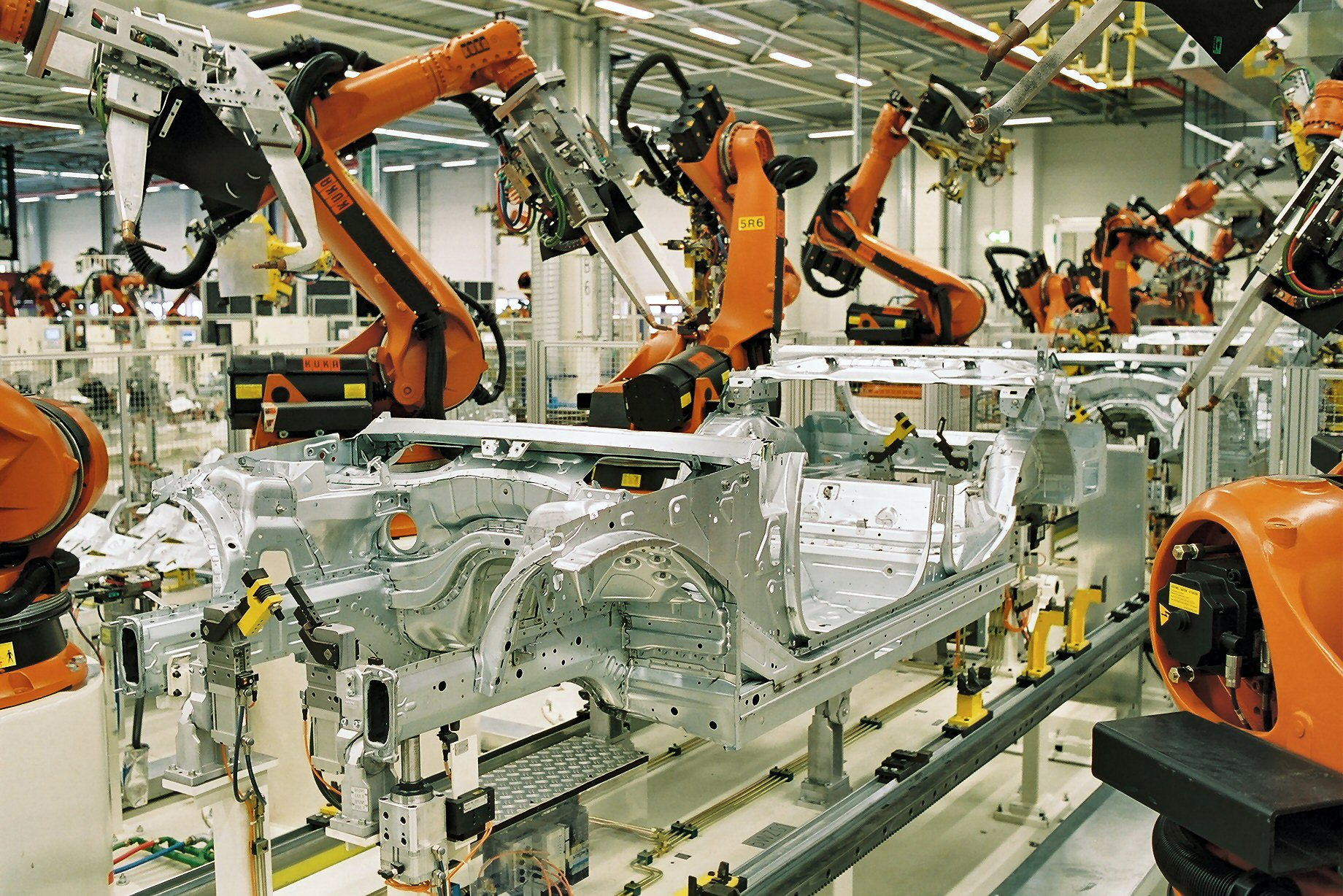
کارخانه خودروسازی در آلمان که در آن از ربات‌های صنعتی برای تولید استفاده می‌شود. استفاده از این ربات‌ها در زمان خود فناوری پیشرفته محسوب می‌شده‌است.

فناوری پیشرفته یا فناوری بالاسطح یا فناوری بالا (به اختصار: بالافن) به فناوری در بالاترین درجهٔ پیشرفت گفته می‌شود؛ به عبارت دیگر، پیشرفته‌ترین فناوری‌ای که امروزه در دسترس بشر است. برای مشخص کردن فناوری پیشرفته، ردهٔ ویژه‌ای وجود ندارد؛ چرا که در طول زمان، فناوری روز پایدار نمی‌ماند. برای نمونه محصولات سال ۱۹۶۰ میلادی، اگر امروزه به‌عنوان فناوری سطح پایین مطرح نشوند، حداقل به قدری کهنه شده‌اند. این بینش منجر به این گشته که بخش‌های بازاریابی، تقریباً همه محصولات تازهٔ خود را به‌عنوان فناوری پیشرفته یا «های تِک» معرفی کنند.